# Myrtle Township (comté de Knox, Missouri)
Myrtle Township est un ancien township, situé dans le comté de Knox, dans le Missouri, aux États-Unis,.
Le township est fondé en 1872.

### Source de la traduction
- (en) Cet article est partiellement ou en totalité issu de l’article de Wikipédia en anglais intitulé « Myrtle Township, Knox County, Missouri » (voir la liste des auteurs).